# Bengt Nilsson (ingenjör)
Bengt Magnus Nilsson, född 28 maj 1906 i Gävle, död 22 juli 1996 i Stockholm, var en svensk ingenjör.
Nilsson var son till kontorschef Bernhard Nilsson och Ingeborg Dahlin. Han utexaminerades från Kungliga Tekniska högskolan 1931. Han var ingenjör vid AB Electrolux 1931–1935, vid Stockholms gasverk 1935–1953 och direktör för Stockholms gas- och vattenverk 1953–1968. Han var bland annat ordförande i Svenska gasverksföreningen 1953–1968 och vice ordförande i Svenska vatten- och avloppsverksföreningen 1961. 
Han var president i Internationella gasunionen 1958–1961 där han även blev hederspresident, president i International Water Supply Association 1964–1966 och svensk representant i FN:s ekonomiska kommission för Europas gaskommitté 1957, där han var ordförande 1957–1958. 
Nilsson är begravd på Norra begravningsplatsen utanför Stockholm. 